# Pageant
Pageant（ページェント）は関西のプログレッシブ・ロックバンド。80年代の日本のプログレッシヴ・ロックを牽引したバンドの一つ。1989年の2ndアルバムのリリース後に解散。

## 来歴
- 1981年、中嶋一晃は当初ジェネシスのコピー・バンドとしてページェントを結成する。2年後バンドのキーボード奏者であった永井博子が素晴らしいヴォーカリストであったことに気づき、1983年秋に永井のボーカルをフィーチャーした第2期ページェントを再結成する。ボーカルだけでなく永井のデカダンスの世界を描く詩や曲も大幅に導入し、バンドのオリジナリティーを確立していく。
- 1986年、1stアルバム「螺鈿幻想」をリリース。
- 1987年、リーダーである中嶋一晃脱が脱退。中嶋はその後、夜来香（イエ・ライ・シャン）、浪漫座、浪漫座別館を結成して活動を続ける。
- 同年、スタジオリメイク音源とスタジオライブ音源によって構成された「奈落の舞踏会」をリリース。
- 1989年、2ndアルバム「夢の報酬」をリリース。
- 2枚のスタジオ・アルバムのリリースの後、バンドは解散する。
- 2013年10月9日、80年代日本のプログレッシヴ・ロックを牽引したキング：NEXUXレーベルとCRiMEレーベルの二つのレーベル所属アーティストの作品最新デジタル・リマスター紙ジャケットCDで復刻する《プログレッシヴ・ロック・レジェンド・ペーパー・スリーヴ・コレクション》シリーズの第四弾として、「螺鈿幻想」と「夢の報酬」が復刻された[1]。

## メンバー

### 1stアルバム「螺鈿幻想」制作時
- 中嶋一晃 - ギター、ボーカル
- 永井博子（現・大木理紗） - ボーカル、キーボード
- 宮武和広 - フルート、アコースティックギター
- 長嶋伸行 - ベース
- 引頭英明 - ドラムス

### 2ndアルバム「夢の報酬」制作時
- 永井 博子　(Vo,Key)
- 前野 裕之　(G)
- 加島 有三　(Key)
- 山田 和彦　(B)
- 引頭 英明　(D)
- 宮武 和広　(Fl)
- 沓野 行秀　(Per)

## ディスコグラフィー

### アルバム
- 螺鈿幻想 / La Mosaïque De La Rêverie（1986年）
- 奈落の舞踏会 / Abysmal Masquerade（1987年）
- 夢の報酬 / THE PAY FOR DREAMER'S SIN（1989年）

### シングル
- 人形地獄（1986年）
- 仮面の笑顔（1987年）